# Kozanis flygplats
Kozanis flygplats är en flygplats i Grekland.   Den ligger i prefekturen Nomós Kozánis och regionen Västra Makedonien, i den norra delen av landet, 300 km nordväst om huvudstaden Aten. Kozanis flygplats ligger 627 meter över havet.